# Openstat
Openstat (раннее SpyLog) — интернет-проект статистики и веб-аналитики голландской компании «OpenStat B.V.»,
предназначенный для оценки посещаемости веб-сайтов и многомерного анализа поведения пользователей.

## История
Запущенная в апреле 2010 года система Openstat, основанная на более чем 10-летнем опыте разработки и реализации задач веб-анализа на базе системы SpyLOG, предназначена для внедрения комплексных независимых индивидуальных решений в области веб-аналитики.
Кроме традиционных видов интернет-статистики, таких как расчет конверсии, показателей отказов, глубины просмотра, процента выходов и т. д., Openstat исследует глобальные тренды развития Рунета и его отдельных компонентов, занимается разработкой современных методов категоризации контента сайтов и групп сайтов.
Компания акцентирует внимание на том, что её сервис не связан с рекламными сетями, площадками, агентствами, медиа холдингами, рекламодателями или иными участниками рекламного рынка в Интернете.
Агентство РИА «Новости» регулярно использует в своих публикацих статистические материалы компании Openstat
.
Координационный центр национального домена сети Интернет и Технический Центр Интернет на базе статистики Openstat открыли в октябре 2011 года аналитический центр российского доменного пространства «Домены России». 6 сентября 2011 года состоялась совместная пресс-конференция компаний REG.RU и Мастерхост, на которой были представлены «Домены России».
Конкурентами компании в области веб-аналитики в рунете являются, в частности, Яндекс.Метрика, Omniture, Google Analytics, Rambler's Top100, LiveInternet.ru, HotLog, Рейтинг@Mail.ru.
Основатель компании: Леонид Филатов.
С 5 сентября 2018 счётчики статистики на сайтах остановились, а позже и сам домен стал недоступен. Что случилось, никто не знает. Информация отсутствовала до 15 марта 2019 года. Согласно сведениям официальных сайтов "05.09.2018 - счётчики остановлены, запросы к доменам: openstat.com, openstat.net, openstat.ru, spylog.com экранированы 204 кодом, во избежание возникновения ошибок на сайтах партнеров. 15.03.2019 - восстановлено корректное отображение картинки-рейтинга. Пока используется одинаковое изображение счетчика для всех партнеров. лето 2019 - Ожидается восстановление работы аналитической платформы. Ожидается восстановление работы с партнерами по предоставлению статистики".